# 永定区 (张家界市)
永定区是中国湖南省张家界市所辖的一个市辖区。区域总面积为2174平方公里，常住总人口約52万人。县人民政府駐西溪坪街道。

## 行政区划
永定区下辖6个街道办事处、7个镇、7个乡：
永定街道、大庸桥街道、西溪坪街道、官黎坪街道、崇文街道、南庄坪街道、新桥镇、茅岩河镇、教字垭镇、天门山镇、沅古坪镇、尹家溪镇、王家坪镇、三家馆乡、合作桥乡、谢家垭乡、罗塔坪乡、罗水乡、桥头乡、四都坪乡和原种场。

## 人口
根据第七次人口普查数据，截至2020年11月1日零时，永定区常住人口为517595人。